# Once a Thief (film 1991)
Once a Thief (Zong heng si hai) è un film del 1991 diretto da John Woo.

## Trama
Joe, Jim e Cherie sono tre orfani cresciuti da un malavitoso di Hong Kong ed educati sin da piccoli al furto. Da adulti, trasferiti a Parigi, si dedicano al furto d'arte. Dopo alcuni furti brillantemente riusciti, vengono ingaggiati per rubare un dipinto scomparso da anni. Ma dietro l'ingaggio si nasconde qualcosa di poco pulito con cui dovranno fare i conti. Inoltre i due uomini sono entrambi innamorati della loro compagna, ma solo uno diventerà suo marito.

## Distribuzione
Il film è stato girato fra Cannes e Parigi, in Francia, mentre alcune sequenze flashback sono state ambientate ad Hong Kong (Cina). Ad Hong Kong l'opera è stata distribuita a partire dal 2 febbraio 1991, mentre in Italia dal 2 novembre 2003. Nel 1996 John Woo ha diretto un rifacimento statunitense dall'omonimo titolo, Soluzione estrema (Once a Thief), dalla quale l'anno successivo è stata intitolata una serie televisiva, anch'essa intitolata Once a Thief, composta da ventidue episodi.

### Edizione italiana
L'edizione italiana della pellicola è stata curata dalla C.R.C. - Compagnia Realizzazioni Cinetelevisive di Roma.